# 张永振
张永振（1964年—）是一位中国病毒学家，复旦大学教授，知名于发现了荆楚病毒目等大量病毒，2020年因率先发布SARS-CoV-2的核酸序列，获得《自然》杂志评选的自然科學十人。